# Тези (Грузия)
Тези (груз. თეზი) — село в Грузии, на территории Каспского муниципалитета края (мхаре) Шида-Картли.

## География
Село находится в центральной части Грузии, на правом берегу реки Ксани, на расстоянии приблизительно 7 километров (по прямой) к северо-востоку от города Каспи, административного центра муниципалитета. Абсолютная высота — 633 метра над уровнем моря.

## Население
По результатам официальной переписи населения 2014 года, в Тези проживало 738 человек (377 мужчин и 361 женщина). В национальной структуре населения грузины составляли 99,6 %, осетины — 0,1 %, русские — 0,1 %, украинцы — 0,1 %.
| Год  | Население, человек |
| ---- | ------------------ |
| 2002 | 995                |
| 2014 | ↘ 738              |